# Justus-Lipsius-Gebäude

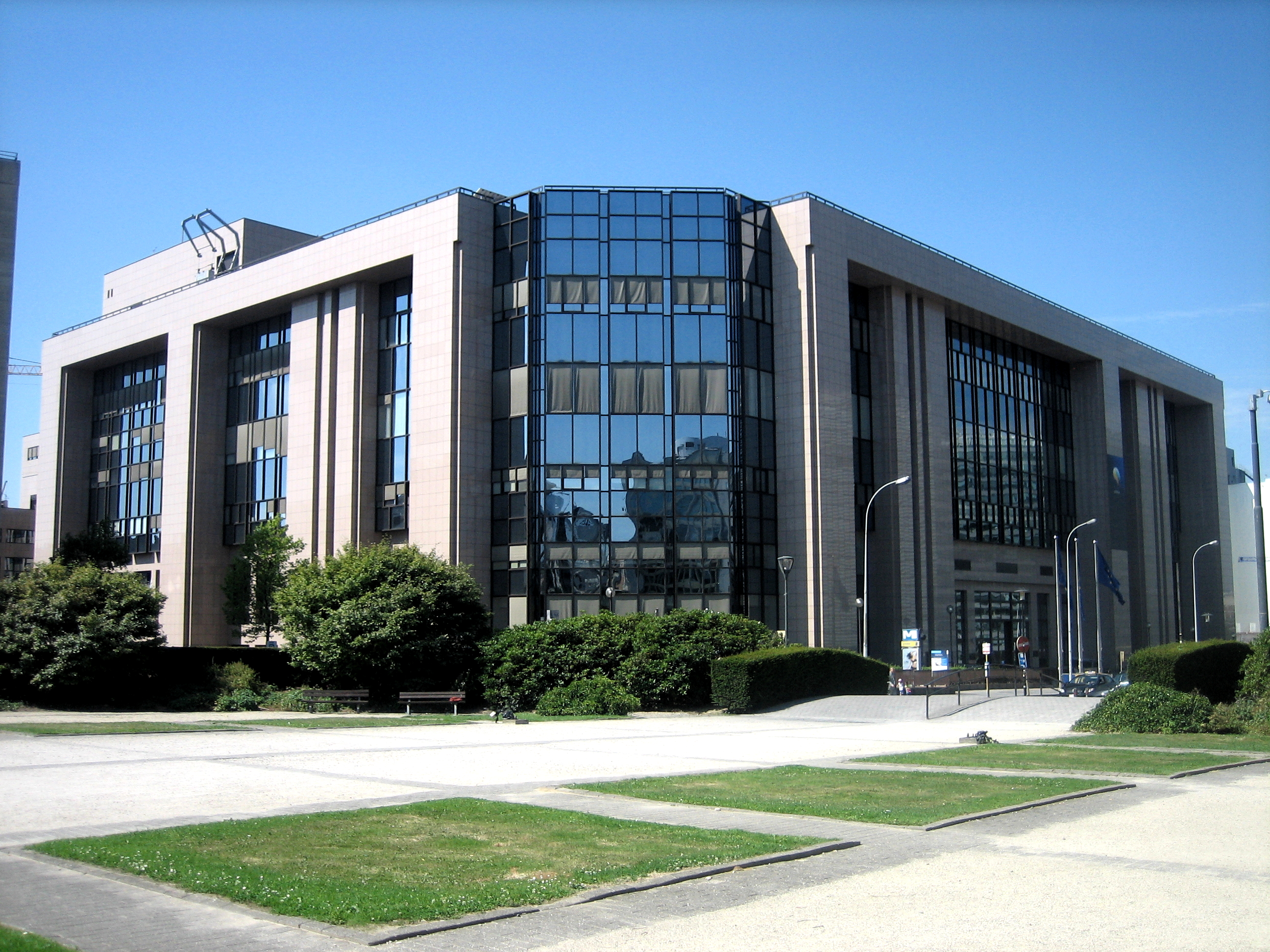
Justus-Lipsius-Gebäude

Das Justus-Lipsius-Gebäude ist ein zentrales Konferenz- und Pressezentrum des Rates der Europäischen Union und des Europäischen Rates am Sitz der EU-Gremien in Brüssel und beherbergt die meisten Dienststellen des Ratssekretariates. Die Sitzungen der höchsten Gremien werden im benachbarten Europa-Gebäude abgehalten.

## Geschichte
Das Ratsgebäude ist auf einem Gelände errichtet worden, durch das früher die Justus-Lipsius-Straße führte, welche die Rue de la Loi/Wetstraat mit der Rue Belliard/Belliardstraat verband.
1985 beschloss der Rat auf eine Initiative der belgischen Regierung hin, ein neues, seinem Raumbedarf besser entsprechendes Gebäude errichten zu lassen und das für öffentliche Bauten zuständige Amt des belgischen Staates mit der Bauleitung zu betrauen. Der Grundstein für das neue Gebäude wurde 1989 auf einem von Belgien zur Verfügung gestellten Grundstück gelegt, die feierliche Eröffnung fand am 29. Mai 1995 unter französischem Ratsvorsitz statt.
Zahlreiche Architekten, Ingenieure und Unternehmen aus mehreren Mitgliedstaaten der Europäischen Union waren an diesem Großprojekt beteiligt.
Die Gesamtfläche von 215.000 m² verteilt sich auf drei gesonderte, aber eng miteinander verbundene Bereiche: Konferenzen, Sekretariat und Infrastruktur.
Im Jahre 2003 wurde bekannt, dass bereits zur Bauzeit ein hochentwickeltes Abhörsystem installiert worden ist. Einige der aufgespürten Geräte waren sogar im Beton eingegossen.
Das benachbarte Europa-Gebäude wurde im Jahr 2016 fertiggestellt und ist seit Januar 2017 Sitz des Rates der Europäischen Union und des Europäischen Rates. Das Pressezentrum bleibt im Justus-Lipsius-Gebäude. Beide Gebäude sind durch zwei Fußgängerbrücken verbunden.

## Weitere Gebäude im europäischen Viertel
- Lex-Gebäude
- Charlemagne-Gebäude
- Triangle Building
- Berlaymont-Gebäude